# Cristiane Parmigiano
Cristiane Rebizzi Parmigiano (São Paulo, 16 de maio de 1979) é uma judoca brasileira. Representou o Brasil nos Jogos Olímpicos de Verão de 1996.

## Biografia
Seu contato com o esporte aconteceu por meio da ginástica artística e da natação, onde praticou dos três aos 13 anos. Mesmo com a resistência do pai e da mãe, iniciou no judô e já estava na seleção brasileira aos 14 anos. Passou a treinar na  Academia Yamazaki e depois passou a compor a equipe da Vila Sônia.
Em 1996, com 17 anos, conseguiu se classificar para os Jogos Olímpicos de Atlanta, nos Estados Unidos, na categoria meio-médio. Foi derrotada pela turca Iknur Kobas.
Dentre suas principais conquistas está a medalha de bronze no Mundial Júnior de 1996, em Portugal. No mesmo ano foi ainda campeã sul-americana, no Rio de Janeiro, campeã pan-americana júnior, na Venezuela e terceira colocada no pan-americano adulto, em Porto Rico. Também foi campeã pan-americana júnior de 1998, na Colômbia.
Foi reserva nos Jogos Olímpicos de Verão de 2000. No ano seguinte, disputou a Universíada de Verão de Pequim, na China. Encerrou a carreira aos 24 anos e se formou em Educação Física. Nos Jogos Olímpicos de 2004, em Atenas, esteve como comentarista na Rede Bandeirantes.